# 梅里 (萨瓦省)
梅里（法語：Méry，法語發音：[meʁi]）是法国萨瓦省的一个市镇，属于尚贝里区。

## 地理
梅里（45°38'32"N, 5°56'19"E）面积9.07 平方千米，位于法国奥弗涅-罗讷-阿尔卑斯大区萨瓦省，该省份为法国东部省份，历史上为薩伏依的一部分，北起上萨瓦省，西接伊泽尔省和安省，南部和东部与上阿尔卑斯省和意大利接壤。
与梅里接壤的市镇（或旧市镇、城区）包括：德吕梅塔-克拉拉丰、索纳、滨湖维维耶。

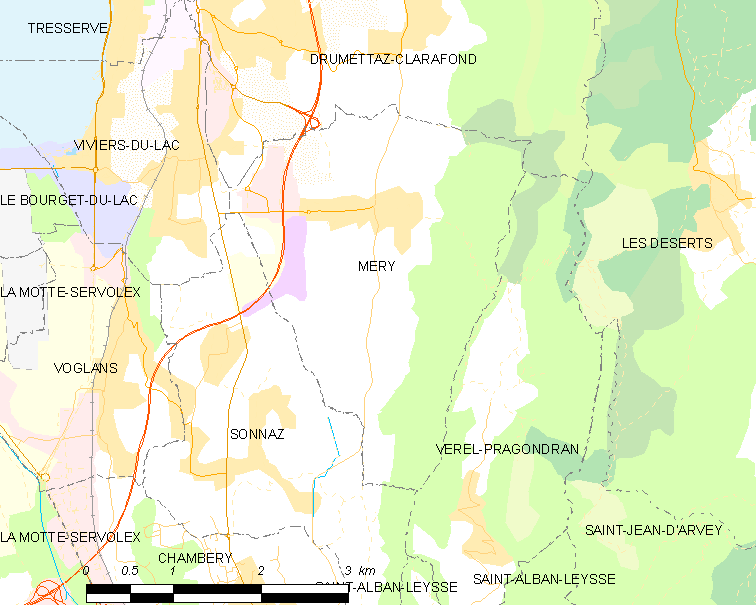
的OSM定位图

梅里的时区为UTC+01:00、UTC+02:00（夏令时）。

## 行政
梅里的邮政编码为73420，INSEE市镇编码为73155。

## 政治
梅里所属的省级选区为拉莫特塞沃莱克斯县。

## 人口

1962-2008年间人口变化图示

梅里于2022年1月1日时的人口数量为2143人。